# غلين جوناس
غلين جوناس (13 أغسطس 1970 - ) (بالإنجليزية: Glenn Jonas)‏ هو لاعب كريكت نيوزلندي.